# Palaeomystella oligophaga
Palaeomystella oligophaga is een vlinder uit de familie wilgenroosjesmotten (Momphidae). De wetenschappelijke naam van de soort is voor het eerst geldig gepubliceerd in 2008 door Vitor O. Becker & David Adamski.

## Type
- holotype: "male, 11.x.1984"
- instituut: MNRJ, Federale Universiteit van Rio de Janeiro, Rio de Janeiro, Brazilië
- typelocatie: "Brazilië, Federaal District, Planaltina, 1000 m"